# Kalanchoe eriophylla
Espèce
Kalanchoe eriophylla est une espèce de plantes de la famille des Crassulacées originaire de Madagascar.